# Apatophysis kadyrbekovi
Apatophysis kadyrbekovi là một loài bọ cánh cứng trong họ Cerambycidae.